# René Lussier
René Lussier (Montreal, 15 aprile 1957) è un chitarrista, polistrumentista e compositore canadese.
Lussier ha collaborato con Fred Frith, Chris Cutler, Jean Derome e Robert M. Lepage. Combina elementi di diversi generi ed è spesso citato nello sviluppo della musica classica contemporanea o Musiques Actuelles in francese.

## Discografia
- Fin du travail (version 1) (1983)
- Chants et danses du monde inanimée (con Robert Lepage) (1984)
- Soyez vigilants... restez vivants! (con Jean Derome) (1986)
- Nous Autres (con Fred Frith) (1986)
- Le retour des granules (1987)
- Le trésor de la langue (1989)
- Des pas et des mois (con Martin Tétreault e Michel F. Coté) (1990)
- Au royaume du silencieux (1992)
- Le corps de l'ouvrage (1994)
- Three Suite Piece (con Jean Derome e Chris Cutler) (1996)
- Le tour du bloc (1996)
- Trois histoires (1996)
- La vie qui bat chèvre (con Pierre Tanguay) (1997)
- La vie qui bat chevreuil (con Pierre Tanguay) (1998)
- Chronique d'un génocide annoncé (1998)
- Dur noyau dur (con Martin Tétreault) (1998)
- Qu'ouis-je (con Martin Tétreault) (2000)
- Solos de guitar électrique (2000)
- Deboutonné (2000)
- Tombola rasa (2001)
- Le contrat  (con Gilles Gobeil) (2003)
- Grand vent (2005)
- Le prix du bonheur (2005)